# Пломбьер-ле-Дижон
Пломбье́р-ле-Дижо́н (фр. Plombières-lès-Dijon) — коммуна во Франции, находится в регионе Бургундия. Департамент коммуны — Кот-д’Ор. Входит в состав кантона Фонтен-ле-Дижон. Округ коммуны — Дижон.
Код INSEE коммуны — 21485.

## Население
Население коммуны на 2010 год составляло 2812 человек.
| 1962 | 1968 | 1975 | 1982 | 1990 | 1999 | 2010 |
| ---- | ---- | ---- | ---- | ---- | ---- | ---- |
| 2289 | 2178 | 2064 | 1820 | 2123 | 2488 | 2812 |

## Экономика
В 2010 году среди 1896 человек трудоспособного возраста (15—64 лет) 1422 были экономически активными, 474 — неактивными (показатель активности — 75,0 %, в 1999 году было 73,9 %). Из 1422 активных жителей работали 1285 человек (639 мужчин и 646 женщин), безработных было 137 (69 мужчин и 68 женщин). Среди 474 неактивных 190 человек были учениками или студентами, 188 — пенсионерами, 96 были неактивными по другим причинам.